# Pyritaraneidae
Famille
Les Pyritaraneidae sont une famille fossile d'araignées.

## Distribution
Les espèces de cette famille ont été découvertes en Tchéquie et en Angleterre. Elles datent du Carbonifère.

## Liste des genres
Selon The World Spider Catalog 19.5 :
- † Dinopilio Frič, 1904
- † Pyritaranea Frič, 1901

## Publication originale
- Petrunkevitch, 1953 : Palaeozoic and Mesozoic Arachnida of Europe. Memoirs of the Geological Society of America, vol. 53, p. 1–128 (en).